# Digesteur thermophile
Un digesteur thermophile ou biodigesteur thermophile est une sorte de digesteur ou biodigesteur qui fonctionne à des températures supérieures à 40°C, souvent aux alentours des 55°C. En comparaison aux biodigesteurs mésophiles qui sont les plus utilisés au monde à échelle de 90% des biodigesteurs mondiaux, les digesteurs thermophiles représentent moins de 10% des digesteurs dans le monde. Les digesteurs thermophiles sont utilisés pour produire du biogaz par exemple à partir de boues de stations d'épurations.
L'utilisation de la technologie thermophile couplée à un équipement de récupération d’énergie a la particularité d'accélérer le cycle de digestion des boues en maîtrisant sa consommation d’énergie.